# Дом научно-технического творчества молодёжи
Дом научно-технического творчества молодёжи (ДНТТМ) — учреждение дополнительного образования детей (до 18 лет) с большим количеством детских творческих объединений, объединений (кружков и секций) технического, научно-технического творчества, экологического образования, спортивных секций, туристско-краеведческой направленности, информационных технологий. Был основан в 1988 году как филиал Московского городского Дворца детского (юношеского) творчества. Специализируется в области проектно-исследовательской деятельности. Располагается в Донском районе (станция метро Шаболовская) города Москва.

## История ДНТТМ
ДНТТМ располагается в здании бывшего Арнольдо-Третьяковского училища для глухонемых, построенном в 1876 году (Донская улица, д. 37). В советское время здание использовалось как административное. По инициативе Б. Н. Ельцина и Г. И. Марчука в октябре 1986 года было принято решение об открытии в бывшем здании райкома КПСС Октябрьского района Дома научно-технического творчества — филиала МГДДЮТ. Открытие ДНТТМ произошло 1 сентября 1988 года.
Сейчас ДНТТМ — инновационное структурное подразделение МГДД(Ю)Т в области проектно-исследовательской творческой деятельности учащихся, где ежегодно занимаются около 2000 школьников по более чем 40 образовательным программам. Приоритетные направления учебной работы — естественно-научная, эколого-биологическая, научно-техническая. Кроме того, ДНТТМ славится своими комплексными летними учебно-исследовательскими экспедициями школьников в разные регионы России, в которых ежегодно принимают участие 200—250 детей.

## Структурные подразделения ДНТТМ
- отдел развития исследовательской деятельности
- сектор технических средств обучения
- сектор экологии
- сектор информатики и программирования
- сектор ландшафтоведения
- сектор природы Земли и космоса
- лаборатория музыкально-драматического творчества
- эксплуатационно-техническая служба
- административно-дежурная служба
- аналитический сектор
- видеостудия
- административно-организационный сектор

## Директора ДНТТМ
- Монахов Дмитрий Львович (1986—2001)
- Леонтович Александр Владимирович (2001—2012)
- Поплавская Галина Игоревна (2013—2015)
- Салмина Мария Алексеевна (2015)
- Киселёва Евгения Андреевна (2015—2016)

## Преподаватели ДНТТМ
- Денисенко, Денис Владимирович
- Тимофеев, педагог информатики (1988—1995), компьютерный класс PC AT 286, PC AT 386, комната 201
- Золоторева И., педагог информатики (1991—2011), комната 325, компьютерный класс КYВТ YAMAHA MSX2